# Cirrhophanus magnifer
Cirrhophanus magnifer là một loài bướm đêm trong họ Noctuidae.